# Ferdinando Tacconi
Ferdinando Tacconi (Milán, 27 de diciembre de 1922 - ib., 11 de mayo de 2006) fue un dibujante italiano.

## Biografía
Estudió Artes Aplicadas en el Castillo Sforzesco, en su ciudad natal. Durante Segunda Guerra Mundial combatió en primera línea, consiguiendo una condecoración al valor. Tras colaborar como ilustrador con las revistas femeninas Grazia y Confidenze, a finales de los años cuarenta entró en el mundo de las historietas, dibujando cómics como Sciuscià y Nat del Santa Cruz.
Ilustró cómics de guerra y ciencia ficción para editoriales ingleses como Fleetway Publication, Look and Learn y Junior Express.
En los años setenta creó gráficamente la historieta Los Aristócratas, con textos de Alfredo Castelli, siendo publicada en el Corriere dei Ragazzi, y el cómic erótico y de aventuras Il dottor Barnard.
En 1977 y 1980, con textos de Gino D'Antonio, realizó dos álbumes de la serie Un uomo un'avventura para la editorial CEPIM, la actual Sergio Bonelli Editore: L'uomo del deserto y L'uomo di Rangoon. También con textos de Gino D'Antonio, dibujó Mac lo straniero, publicada en la revista Orient Express.
Para el mercado francés, colaboró en L'Histoire de France y L'Histoire du Far West de Larousse.
Para Sergio Bonelli Editore dibujó también historias de las series Dylan Dog y Nick Raider. Trabajó mucho también para la revista de historietas Il Giornalino de Edizioni San Paolo (Susanna, Uomini senza gloria, Il sogno di Icaro, Marti Silente etc.).
En 2001 fue galardonado con el Premio Yellow Kid en el "Salone Internazionale dei Comics".